# Mikey Dread
Michael George Campbell (Port Antonio, 1 januari 1954 - Stamford (Verenigde Staten), 15 maart 2008), beter bekend als Mikey Dread was een Jamaicaanse zanger en producer.

## Loopbaan
Mikey Dread had al tijdens zijn jeugd een eigen radiozender. Na zijn schooltijd ging hij werken bij de Jamaicaanse zender JBC uit Kingston, waar hij in de nachtelijke uren het programma Dread At The Controls maakte met uitsluitend Jamaicaanse muziek. Ondanks de populariteit van het programma ontstond er een conflict tussen Campbell en de leiding van JBC en stopte hij in 1979.
In deze periode bracht hij zijn eerste lp uit; Evolutionary Rockers (later uitgebracht als Dread At The Controls). Hij werkte als producer en zanger onder meer samen met King Tubby, Carlton Patterson en de Engelse bands The Clash en UB40. Hij sprak daarnaast de reggaedocumentaire Deep Roots Music in, die in 1982 werd uitgezonden. In de jaren 1990 werkte hij in Miami als programmadirecteur van de Caribbean Satellite Network (CSN). In 2008 overleed Mikey Dread aan de gevolgen van een hersentumor.

## Discografie

### Studioalbums
- Dread at the Controls (1979)
- African Anthem (1979)
- Evolutionary Rockers (1979)
- Dread at the Controls (1979)
- World War III (1981)
- S.W.A.L.K. (1982)
- Dub Catalogue Volume 1 (1982)
- Dub Merchant (1982)
- Jungle Signal (1982)
- Pave the Way (1984)
- Happy Family (1989)
- Profile (1991)
- African Anthem Revisited (1991)
- Obsession (1992)
- SWALK / ROCKERS VIBRATION (1994)
- Dub Party (1995)
- World Tour (2001)
- Rasta in Control (2002)
- Life Is a stage (2007)

### Compilaties
- Best Sellers (1991)
- The Prime of Mikey Dread (1999)